# TýTý 2013
Vyhlášení 23. ročníku ankety TýTý 2013 se konalo 5. dubna 2014 v Divadle na Vinohradech. Večerem provázel Karel Šíp a přímým přenosem jej od 20 hodin vysílala Česká televize.

## Výsledky
| Kategorie                          | Vítěz             | Televize       |
| ---------------------------------- | ----------------- | -------------- |
| Osobnost televizního zpravodajství | Karel Voříšek     | Prima          |
| Sportovní moderátor                | Vojtěch Bernatský | Česká televize |
| Osobnost televizní publicistiky    | Josef Klíma       | Prima          |
| Osobnost televizní zábavy          | Karel Šíp         | Česká televize |
| Zpěvák                             | Karel Gott        |                |
| Zpěvačka                           | Lucie Vondráčková |                |
| Herec                              | Ivan Trojan       | Česká televize |
| Herečka                            | Dagmar Havlová    | Česká televize |
| Seriál roku                        | Vyprávěj          | Česká televize |
| Pořad roku                         | Všechnopárty      | Česká televize |
| Objev roku                         | Miroslav Sýkora   | Prima          |
| Absolutní vítěz                    | Dagmar Havlová    | Česká televize |
| Dvorana slávy                      | Jana Štěpánková   |                |